# أزورلاوات
الأزورلّاوات (الاسم العلمي: Azorelloideae ) هي أسرة من النباتات تتبع فصيلة الخيمية من الرتبة الخيميات.

## أجناس
- الأزورلة
- الهرماس
- لامع الثمر
- الباوليزيا
- الدروسا
- البولاكس
- الأسترسيوم
- اللاريتيا
- المولينوم